# ジャック・ソンゴォ
ジャック・セレスティン・ソンゴォ（Jacques Celestin Songo'o、1964年3月17日 - ）は、カメルーン・サックバイェメ出身の元同国代表サッカー選手、元サッカー指導者。現役時代のポジションはGK。

## クラブ経歴
カメルーンの首都にあるトネール・ヤウンデでプロのキャリアをスタートさせ、リーグ2連覇を達成。
その後フランスに渡る。ル・マンUCでの活躍が認められFCメスにて正GKの座を確立させる。
1996 - 97シーズンにデポルティーボ・ラ・コルーニャへ移籍。このシーズンのサモラ賞に外国人として初選出される活躍を見せてリーグ3位に貢献。その後監督交代が相次ぎチームは低迷したが、在籍3年目に就任したハビエル・イルレタ監督が就任すると、ヌールディン・ナイベト、ドナトとの両CBと共に堅牢な守備陣を構築し、1999-00シーズンにはクラブ初のリーグ優勝を達成し、「スーペル・デポル」として一時代を築いた。その後フランシスコ・モリーナの台頭により出番が減少し、古巣FCメスに復帰。ここで26試合に出場するも2部降格となった。
2003 - 04シーズンにデポルティーボ・ラ・コルーニャへ復帰し、この年限りで引退。

## 代表経歴
カメルーン代表では1984年ロサンゼルス五輪に出場した後、10月4日韓国戦で代表デビュー。ワールドカップもイタリア、アメリカ、フランス、日韓大会に出場。アメリカ大会ではロシア戦の1試合に出場。フランス大会では正GKとして3試合に出場。日韓大会では出場する機会はなかったが年長者としてチームをまとめていた。世界選抜にも度々選ばれるなど世界的なGKとしての地位を確立した。

## 人物
フランスの市民権も取得している。フランク・ソンゴォは、息子でありカメルーン代表に選出されたことがある。また、ヤン・ソンゴォも息子。

## 代表歴

### 出場大会
- カメルーン代表
  - 1990 FIFAワールドカップ
  - 1994 FIFAワールドカップ
  - 1998 FIFAワールドカップ
  - 2002 FIFAワールドカップ

### 試合数
- 国際Aマッチ 50試合 0得点（1983年-2002年）[5]

| カメルーン代表 | 国際Aマッチ | 国際Aマッチ |
| 年             | 出場        | 得点        |
| -------------- | ----------- | ----------- |
| 1983           | 2           | 0           |
| 1984           | 1           | 0           |
| 1985           | 2           | 0           |
| 1986           | 0           | 0           |
| 1987           | 9           | 0           |
| 1988           | 4           | 0           |
| 1989           | 3           | 0           |
| 1990           | 0           | 0           |
| 1991           | 0           | 0           |
| 1992           | 2           | 0           |
| 1993           | 1           | 0           |
| 1994           | 2           | 0           |
| 1995           | 0           | 0           |
| 1996           | 2           | 0           |
| 1997           | 11          | 0           |
| 1998           | 7           | 0           |
| 1999           | 0           | 0           |
| 2000           | 0           | 0           |
| 2001           | 1           | 0           |
| 2002           | 3           | 0           |
| 通算           | 50          | 0           |

## タイトル

### 代表
カメルーン代表
- アフリカネイションズカップ　: 2回 （1988, 2002）

### クラブ
トネール・ヤウンデ
- カメルーン・プレミア・ディビジョン　: 2回 (1986-87, 1988)

FCメス
- クープ・ドゥ・ラ・リーグ　: 1回 (1995-96)

デポルティーボ・ラ・コルーニャ
- ラ・リーガ : 1回 (1999-00)
- スーペルコパ・デ・エスパーニャ　: 1回 (2000-01)

### 個人
- サモラ賞　: 1回 (1996-97)